# Intervju
Intervju je pogovor med vsaj dvema osebama, v katerem ena oseba ali skupina postavlja vprašanja, s katerimi želi pridobiti določene informacije od osebe ali skupine, ki so ji ta vprašanja namenjena. Intervju uporabljamo na različnih področjih, tudi v raziskovanju. 
Intervju je tako lahko kvalitativna metoda raziskovanja. V raziskovanju ločimo tri vrste intervjujev: strukturirani, polstrukturirani in nestrukturirani. Z intervjujem kot metodo raziskovanja lahko pridobimo poglobljene in obsežne podatke o osebi, slabost te metode pa je predvsem ta, da je časovno zamudna.